# Abatia angeliana
Abatia angeliana là một loài thực vật có hoa trong họ Liễu. Loài này được Alford mô tả khoa học đầu tiên năm 2006.